# Li Zhongyun
Dans ce nom, le nom de famille, Li, précède le nom personnel.
Pour les articles homonymes, voir Li.
Li Zhongyun (chinois : 李忠雲), née le 4 mars 1967 à Chaoyang, est une judokate chinoise.

## Palmarès international en judo
| Jeux olympiques       | Jeux olympiques | Jeux olympiques |
| Année                 | Médaille        | Catégorie       |
| --------------------- | --------------- | --------------- |
| 1992                  | bronze          | –52 kg          |
| Championnats du monde |                 |                 |
| Année                 | Médaille        | Catégorie       |
| 1986                  | bronze          | –48 kg          |
| 1987                  | or              | –48 kg          |
| 1991                  | bronze          | –52 kg          |
| Jeux asiatiques       |                 |                 |
| Année                 | Médaille        | Catégorie       |
| 1990                  | or              | –56 kg          |
| Championnats d'Asie   |                 |                 |
| Année                 | Médaille        | Catégorie       |
| 1985                  | or              | –56 kg          |